# Маргарита д’Эсте
Маргарита д’Эсте или Маргарита Моденская (1619, Модена, Моденское герцогство — 12 ноября 1692, Мантуя) — аристократка из династии д’Эсте, принцесса Модены и Реджио, герцогиня Гвасталлы.

## Биография

Герб дома д’Эсте

Дочь Альфонсо III д’Эсте, герцог Модены и Реджо с 1628 по 1629 год, и Изабеллы Савойской, внучка по материнской линии Карла Эммануила I Савойского и Каталины Микаэлы Австрийской, дочери короля Испании Филиппа II Испанского.
Сестра Франческо I д’Эсте.
25 июня 1647 года была выдана замуж за Ферранте III Гонзага, герцога Гвасталлы.
Из-за отсутствия наследника мужского пола, после смерти её мужа Ферранте III титул перешёл к её старшей дочери Анне Изабелле Гонзага, ставшей герцогиней в 1678 году под именем Изабелла I.
Второй дочерью её была Мария Виттория Гонзага (1659—1707), вышедшая замуж за Винченцо Гонзага, герцога Гвасталлы.
Умерла в Мантуе 12 ноября 1692 года.